# Бачиашвили, Нодар Георгиевич
Нода́р Гео́ргиевич Бачиашви́ли (род. 1 февраля 1951, Тбилиси, СССР) — советский футболист, нападающий, игравший за «Карпаты», «Металлист» и другие советские клубы. Мастер спорта СССР (1980).

## Футбольная карьера

### «Карпаты» и «Торпедо»
Перспективный игрок «Металлурга» был приглашен в львовские «Карпаты», игравшие на тот момент в высшей лиге. Первый сезон в новом клубе отыграл за дубль. В 1974 году дебютировал в основном составе команды. «Карпаты» в том чемпионате заняли одиннадцатое место; Бачиашвили принял участие в 13 матчах, в основном выходя на замену во второй половине игры. Дебютировал в высшей лиге 12 апреля 1974 года в домашнем матче с «Черноморцем» (1:1) — Бачиашвили, забивший 3 мяча накануне в матче дублирующих составов, вышел на замену на 73 минуте вместо Остапа Савки. Забил в чемпионате один гол: 14 мая в домашнем матче с ЦСКА на 63 минуте установил окончательный счёт матча — 1:1. В 1975 году выходил на замену лишь в двух матчах и покинул команду. Продолжил выступления в составе СК «Луцк» (в 1977 году команда получила название «Торпедо»). В 1976 году команда заняла 9-е место в 6-й зоне второй лиги, в 1977 году занял 19 место из 23 участников. Одним из лучших игроков той команды был Бачиашвили, за что и получил приглашение от одного из лидеров зоны — харьковского «Металлиста».

### «Металлист» и окончание карьеры
В новом клубе дебютировал 2 апреля 1978 года в домашнем матче с «Атлантикой» Севастополь. Несколькими возможностями для взятия ворот не воспользовался, однако, «Металлист» добился победы 1:0. Начало сезона для Бачиашвили и для «Металлиста» стало неудачным. Лишь в пятом туре клуб одержал вторую победу, а Бачиашвили на 11 минуте матча, замкнув прострел Владимира Журавчака, забил свой первый гол в «Металлисте» (20 апреля 1978 года. «Металлист» — «Новатор» 3:1). В том чемпионате «Металлист» занял первое место во второй зоне второй лиги, обогнав ближайшего преследователя «Колос» Никополь на 8 очков и получил право разыграть путёвку в первую лигу с победителем первой зоны — «Факелом». Бачиашвили стал лучшим бомбардиром команды забив 17 голов в 39 матчах (в том числе 4 дубля). Он же забил единственный гол в домашнем противостоянии с воронежцами, а также реализовал четвёртый пенальти в серии, после выездного поражения (пятый удар вратаря команды Вячеслава Двуреченского принёс команде общую победу и с ней выход в первую лигу).
В 1979 году в первой лиге «Металлист» занял 7-е место. Бачиашвили принял участие в 30 матчах, в которых забил 8 голов и снова стал лучшим бомбардиром команды, на один гол опередив Владимира Линке и Сергея Малько. В следующем сезоне «Металлист» сделал ещё один шаг вверх: команда заняла третье место в первой лиге и до выхода в высшую не хватило всего 2 очков. Бачиашвили снова стал одним из наиболее ярких игроков клуба. Он выходил на поле в 43 матчах из 46 и забил в них 21 гол (в том числе 4 дубля). Большую часть своих голов забил во второй половине сезона.
1981 год стал для «Металлиста» триумфальным: команда, заняв первое место в первой лиге, вернулась в высшую лигу, а также добралась до полуфинала кубка СССР, где уступила московскому «Спартаку» лишь в серии пенальти. Бачиашвили снова лучшим нападающим команды, забив 17 голов в 36 матчах. 5 июня 1981 года в матче с армейцами Киева (4:1) забил все четыре гола (особенно красивым получился последний гол, забитый сильным ударом с 20 метров). Ещё дважды нападающий по два гола в матче.
Как и в «Карпатах» принял участие лишь в 15 матчах (забил три гола). Провёл также несколько матчей за дублёров (однажды отметился голом). Как отмечали обозреватели, Бачиашвили действовал пассивно, без желания, его выход на поле ослаблял атаку харьковчан. Последний матч за «Металлист» провёл 28 августа 1982 года против «Спартака» Москва (1:3) — отыграл первую половину игры, после чего был заменён на Леонида Саакова. Перед матчем с «Черноморцем» 25 сентября покинул команду.
Всего за «Металлист» Бачиашвили сыграл в 183 матчах, забил 68 голов. Был лучшим бомбардиром команды в четырёх сезонах из пяти и на 2010 год являлся четвёртым по результативности игроком «Металлиста» за всю историю клуба. В 1978 году капитан команды Станислав Берников отмечал, что Бачиашвили физически силен, может протаранить любую защиту, хорошо играет головой, и в каждом матче стремится забить гол. По воспоминаниям самого футболиста тренер команды Евгений Лемешко для того, чтобы он сыграл как можно лучше, старался его разозлить перед выходом на поле.

## Достижения
- Победитель первой лиги — 1981
- Победитель второй лиги — 1978

## Статистика выступлений
| Клуб                   | Сезон        | Чемпионат | Чемпионат | Кубок | Кубок | Европа/Другое | Европа/Другое | Всего | Всего |
| Клуб                   | Сезон        | Матчи     | Голы      | Матчи | Голы  | Матчи         | Голы          | Матчи | Голы  |
| ---------------------- | ------------ | --------- | --------- | ----- | ----- | ------------- | ------------- | ----- | ----- |
| Динамо Тбилиси (дубль) | 1971         | ?         | ?         | ?     | ?     | ?             | ?             | ?     | ?     |
| Металлург (Рустави)    | 1972         | ?         | ?         | ?     | ?     | ?             | ?             | ?     | ?     |
| Карпаты (Львов)        | 1973         | 0         | 0         | ?     | ?     | ?             | ?             | ?     | ?     |
| Карпаты (Львов)        | 1974         | 13        | 1         | ?     | ?     | ?             | ?             | ?     | ?     |
| Карпаты (Львов)        | 1975         | 2         | 0         | ?     | ?     | ?             | ?             | ?     | ?     |
| Карпаты (Львов)        | За всё время | 15        | 2         | ?     | ?     | ?             | ?             | ?     | ?     |
| СК Луцк                | 1976         | 14        | 1         | ?     | ?     | ?             | ?             | ?     | ?     |
| Торпедо (Луцк)         | 1977         | 38        | 14        | ?     | ?     | ?             | ?             | ?     | ?     |
| Металлист              | 1978         | 39        | 17        | 0     | 0     | 2             | 1             | 41    | 18    |
| Металлист              | 1979         | 30        | 8         | 5     | 1     | 0             | 0             | 35    | 9     |
| Металлист              | 1980         | 43        | 21        | 5     | 0     | 0             | 0             | 48    | 21    |
| Металлист              | 1981         | 36        | 17        | 7     | 0     | 0             | 0             | 43    | 17    |
| Металлист              | 1982         | 15        | 3         | 0     | 0     | 0             | 0             | 15    | 3     |
| Металлист              | За всё время | 163       | 66        | 17    | 1     | 2             | 1             | 182   | 68    |
| За всё время           | За всё время | ?         | ?         | ?     | ?     | ?             | ?             | ?     | ?     |